# Steinbruch der Zeche Klosterbusch

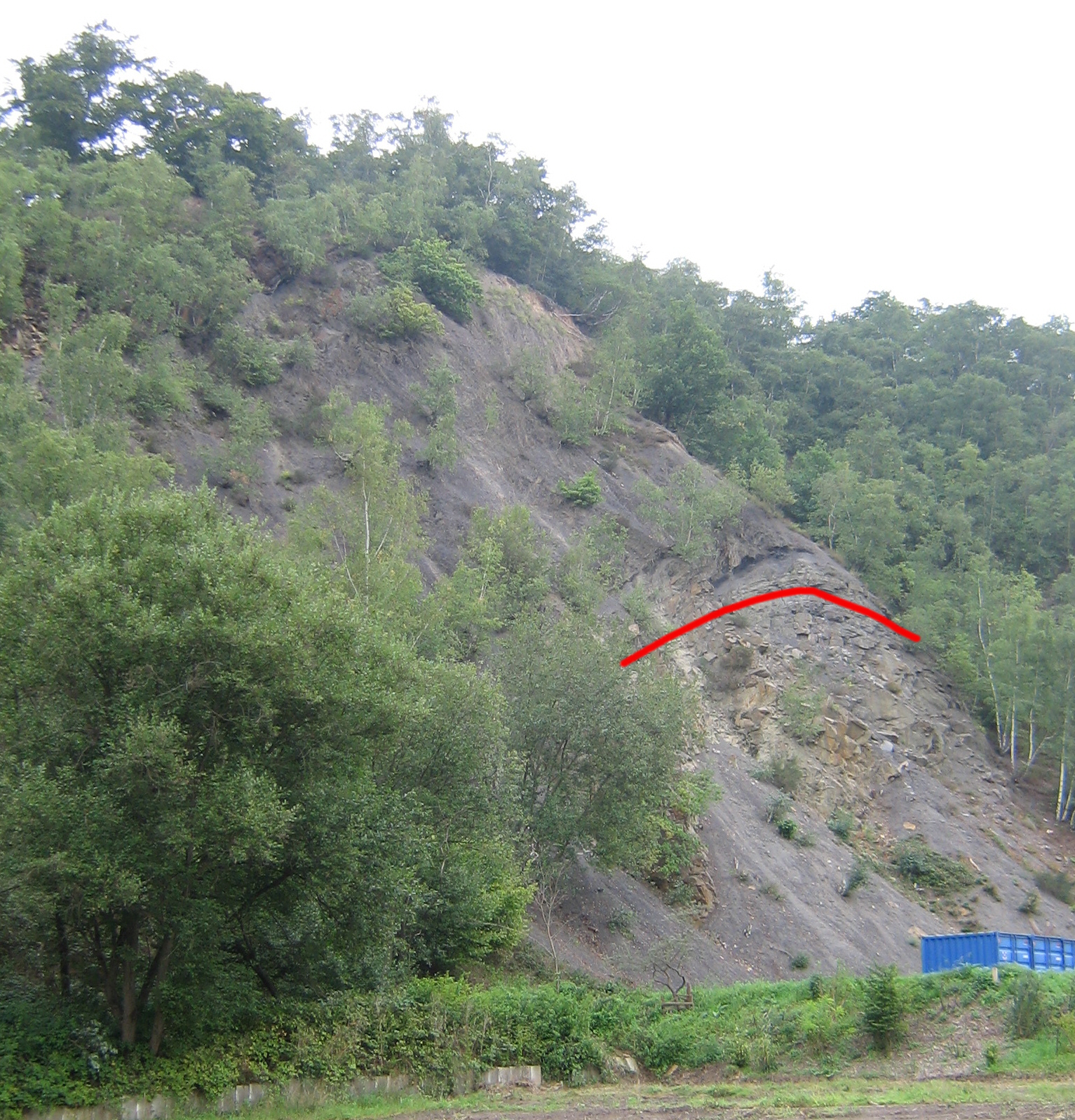
Aufschluss an der ehemaligen Zeche Klosterbusch, die rote Linie verdeutlicht den Verlauf des „Stockumer Sattels“, einer Faltung des Gebirges

Der Steinbruch der Zeche Klosterbusch war der Steinbruch der Zeche Klosterbusch am Kalwes im Bochumer Stadtteil Querenburg. 
Der Steinbruch ist der größte geologische Aufschluss in Bochum und auf Grund seiner geologischen Bedeutung als Naturdenkmal ND 2.5 unter Schutz gestellt worden. Er diente einst zum oberirdischen Kohleabbau und zur Gewinnung von Material zur Verfüllung der Hohlräume im Alten Mann des Bergwerks. 
Die Fläche vor dem Steinbruch wurde bis zur heutigen Nutzung durch die Grüne Schule (VIA e.V.) als Versuchsfläche und zur Kompostierung von Schnittgut des Botanischen Gartens der Ruhr-Universität Bochum genutzt. Das Gelände ist nicht öffentlich zugänglich, jedoch werden zu bestimmten Anlässen Führungen angeboten.

## Geologischer Aufbau
Angeschnitten wird der Stockumer Sattel, ein Teil der durch tektonische Prozesse entstandenen Auffaltungen, des Grundgebirges. Zu sehen ist eine Folge der Schichten des Karbons, die vor ca. 300 Mio. Jahren entstand. Die Schichten werden durch Kohle, Sandsteine, Schluffe (Silt) und tonige Gesteine gebildet. 
In dem Aufschluss sind die Flöze Geitling 2, Geitling 3, Finefrau und Finefrau Nebenbank erkennbar. Über dem Flöz Finefrau Nebenbank wurden in einem Horizont Meeresfossilien und Toneisensteinknollen abgelagert.
Die Schichtenfolge stellt sich so dar:
| Mächtigkeit [m] | Beschreibung |
| --------------- | --- |
| 10              | feinkörniger Sandstein |
| 04              | sandstreifiger Schieferton mit Toneisensteinlagen |
| 05              | schwachsandiger Schieferton |
| 04              | Sandstein, tonstreifig |
| 12              | Schieferton, rein, mit dem marinen Horizont ca. 6 m über Flöz Finefrau-Nebenbank (Lingula squamiformis; Lingula mytilloides; Nuculiden; Gastrioceras kahrsi)                                                 |
| 00,50           | Flöz Finefrau-Nebenbank |
| 00,50           | toniger Wurzelboden |
| 07,00           | oben: sandstreifiger Schieferton; unten: reiner Schieferton mit Pflanzenführung (Sigillarien, Calamiten und Farne)                                                                                           |
| 00,60           | Flöz Finefrau |
| 00,50           | toniger Wurzelboden |
| 20,00           | mittelkörniger bis grobkörniger Sandstein mit Konglomeratlagen (Finefraukongloinerat). Komponenten: Quarz, Toneisenstein, Kieselschiefer, Kohlen, Driftholzlagen. Schwerspat und Blei-Zink-Erze auf Klüften. |
| 00,40           | Flöz Geitling 3 (Mentor) |
| 00,50           | toniger Wurzelboden |
| 10,00           | sandstreifiger Schieferton; an der Basis reiner Schieferton; im Schieferton 2 m über dem Flöz: mariner Horizont mit Lingula (und Bellinurus, sehr selten)                                                    |
| 00,50           | Flöz Geitling 2 |
| 01,00           | toniger Wurzelboden |
| 08,00           | feinkörniger Sandstein |
|                 | Steinbruchsohle: schwachsandig-reiner Schieferton |

## Fauna und Flora

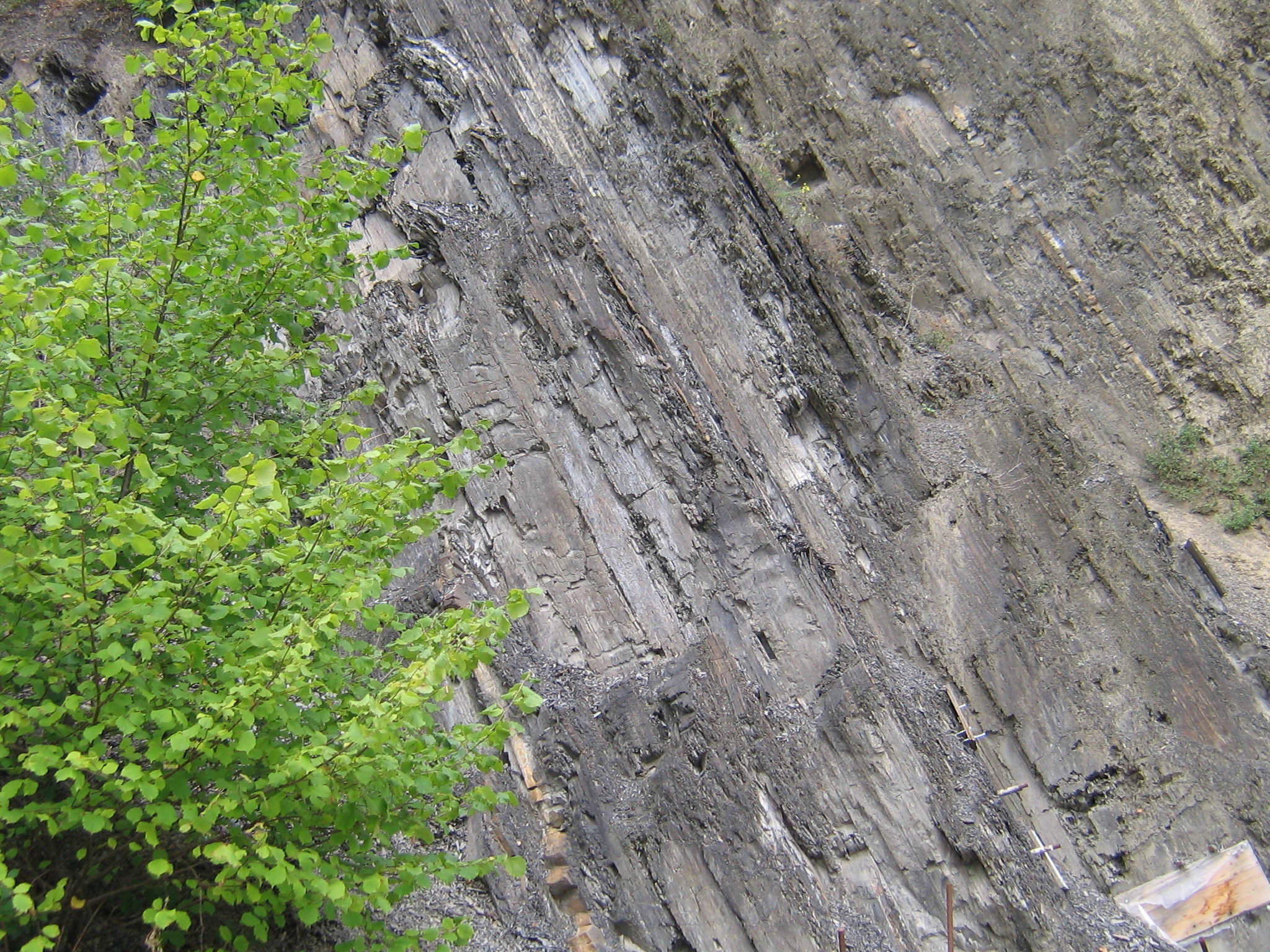
Schieferton in Schräglage, im Vordergrund eine Birke (Pionierpflanze)

Der Schutt vor der Steinbruchwand bildet eine nach Süden ausgerichtete Ruderalfläche aus, auf der nur Pionierpflanzen gedeihen, die mit extremen Umweltbedingungen wie nachrutschendem Gestein und großer Hitze zurechtkommen. Die sonnigen Flächen bieten sonnenliebenden Tieren wie Mauereidechse einen Lebensraum und in den natürlichen Hohlräumen des Schutts finden Solitärbienen Nistmöglichkeiten.